# Erich Schöppner
Erich Schöppner (Witten, 25 giugno 1932 – Dortmund, 12 settembre 2005) è stato un pugile tedesco, campione europeo dei pesi mediomassimi e avversario di Santo Amonti e Giulio Rinaldi.

## Biografia

### Carriera da dilettante
Nel 1952 è campione nazionale dilettanti della Repubblica Federale Tedesca dei pesi superwelter. Fa parte della rappresentativa tedesca alle Olimpiadi di Helsinki 1952. Batte lo svizzero Hans Büchi per KO alla terza ripresa. Cede ai punti nei quarti di finale all'olandese Theunis van Schalkwyk che poi vincerà la medaglia d'argento dietro al mitico ungherese László Papp. 
Passa poi alla categoria dei mediomassimi e, tre anni dopo, riconquista il titolo nazionale. Ai Campionati europei di pugilato dilettanti 1955 a Berlino Ovest si laurea campione continentale. All'inizio del 1956 conclude la carriera dilettantistica senza attendere le Olimpiadi di Melbourne, con un record di 246 incontri vinti,16 persi e 14 pari. 

### Carriera da professionista
Dopo 20 combattimenti con tutte vittorie e un solo pari, il 22 febbraio 1958 Schöppner conquista la cintura nazionale dei mediomassimi mettendo KO al primo round il trentacinquenne Willi Hoepner. Il 19 aprile dello stesso anno sconfigge per squalifica al sesto round il britannico Henry Cooper. 
A fine anno incrocia nuovamente i guantoni con il connazionale Hoepner, con in palio la cintura europea che nel frattempo Hoepner aveva conquistato e il titolo nazionale da lui detenuto. Schöppner si laurea campione europeo per KO alla quinta ripresa.
L'11 aprile 1959, mette in palio il titolo europeo dei mediomassimi contro Rocco Mazzola, a Dortmund. L'incontro è vinto da Schöppner ai punti, 72 contro 71, anche se il risultato suscita molte polemiche circa l'arbitraggio.
La seconda difesa del titolo è in programma 5 novembre successivo, sempre a Dortmund, contro Santo Amonti. Per le prime cinque o sei riprese Schöppner ha in mano l'iniziativa dell'incontro. Alla settima sferra un colpo al mento dell'avversario mettendolo in forte difficoltà. Tra l'ottava e la tredicesima ripresa, invece, la superiorità dell'italiano è netta. Schöppner ha però un ritorno nella quattordicesima e, nella quindicesima, riesce a contenere l'assalto disperato dello sfidante. L'arbitro non ha dubbi e assegna al tedesco la vittoria.
Tra il 1960 e il 1961 Schöppner difende vittoriosamente altre due volte la cintura europea e tre volte quella nazionale. Nel 1962 combatte una sola volta, sempre a Dortmund, strappando un pari al quotato statunitense Doug Jones. È però dichiarato decaduto dal titolo europeo in base al regolamento.
Il 23 maggio 1963, ancora imbattuto, è designato nuovamente a combattere per la cintura europea, di cui nel frattempo si era impossessato l'italiano Giulio Rinaldi. Ormai trentunenne, è la prima volta che combatte all'estero, allo Stadio Flaminio. Si rende conto ben presto di essere inferiore all'avversario e si rifugia nelle scorrettezze. Rinaldi però non abbocca e va avanti nella sua azione demolitoria per quasi tutto il match. Il verdetto in suo favore ai punti in quindici riprese è incontestabile. 
Dopo questa sconfitta, Schöppner rimane inattivo per due anni. Combatte per l'ultima volta il 14 maggio 1965, contro il connazionale Wilhelm von Homburg strappando un pari. Poi si ritira dall'attività agonistica.